# Tetișu
Tetișu (węg. Ketesd) – wieś w Rumunii, w okręgu Sălaj, w gminie Fildu de Jos. W 2011 roku liczyła 337 mieszkańców.